# Cyclopes dorsalis
Cyclopes dorsalis, hormiguero pigmeo conocido como tapacara, guioncito, ceibita, hormiguero sedoso, osito perezoso o flor de balsa, es una especie de la familia Cyclopedidae, que se encuentra en el sur de México, América Central y el noroeste de América del Sur al occidente de los Andes.

## Descripción
Su longitud total alcanza entre 35,5 y 44 cm, de los cuales la cola tiene entre 17 y 22 cm. Pesa entre 175 y 255 g. El pelaje del cuerpo, las patas y la cola es de color amarillo sin tintes. A veces presenta una raya en la espalda. Rara vez se encuentra una raya abdominal y aparece borrosa. El pelo tiene un canal medular.

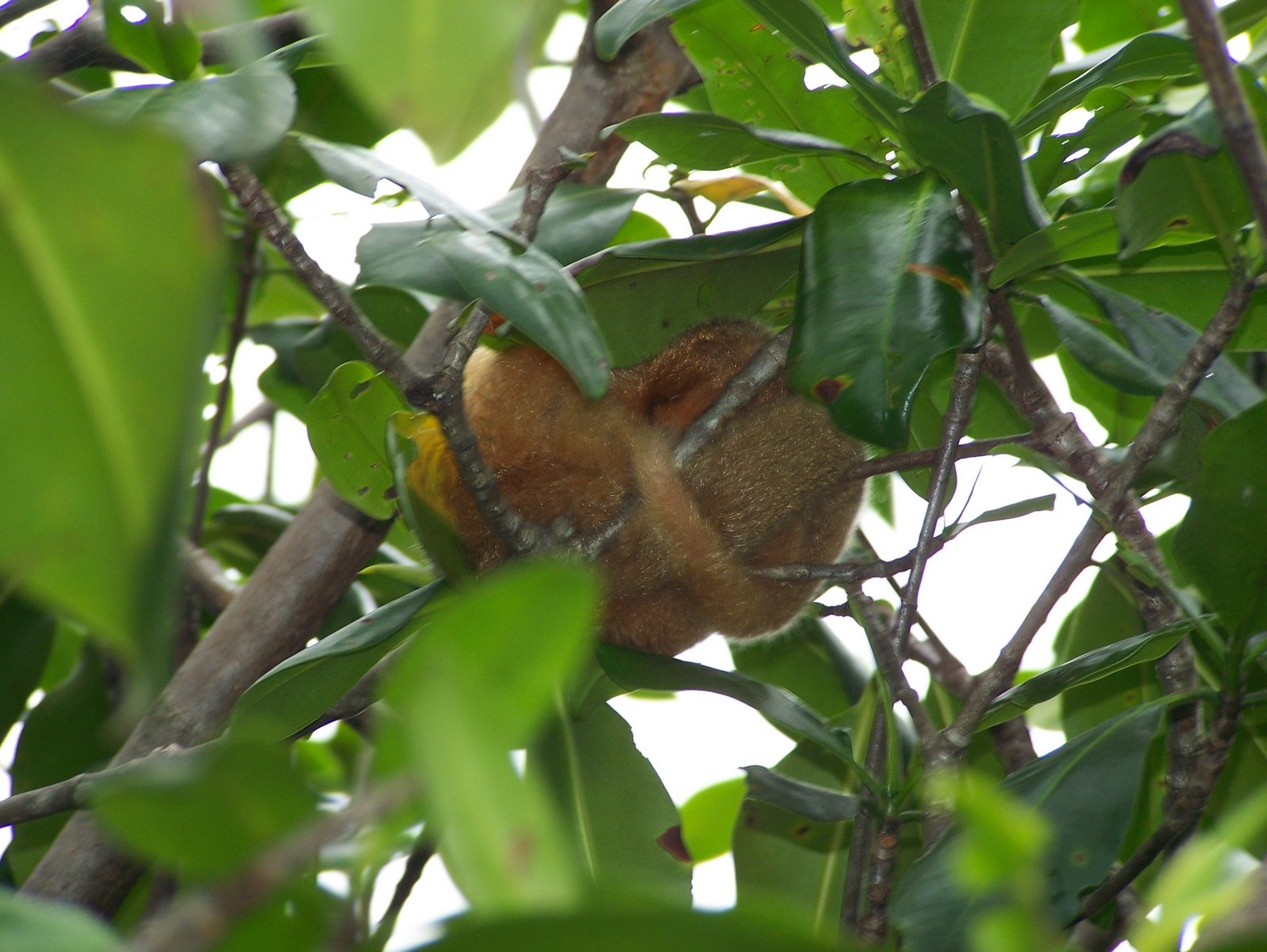
Hormiguero sedoso en la isla Damas (Costa Rica).

## Comportamiento
Arborícola, se aferra a las lianas o se acurruca ellas, debajo de las copas de los árboles. De hábitos nocturnos, duerme durante el día, su actividad comienza unos 15 minutos después del atardecer y dura entre tres y una hora y media antes del amanecer. Solo hay breves descansos de aproximadamente media hora de duración, pero esto no ocurre con regularidad. Durante la fase de actividad los animales trepan lenta pero continuamente. Cuando se sienten amenazados, se paran sobre sus patas traseras y sostienen las patas delanteras con sus grandes garras a los lados de la nariz, cubriéndose parcialmente los ojos. La posición se mantiene hasta por un minuto, y si la amenaza persiste, patean con fuerza. Se alimenta de  hormigas arbóreas, principalmente de los géneros Crematogaster, Pseudomyrmex y Solenopsis.